# Café de la Nouvelle Athènes

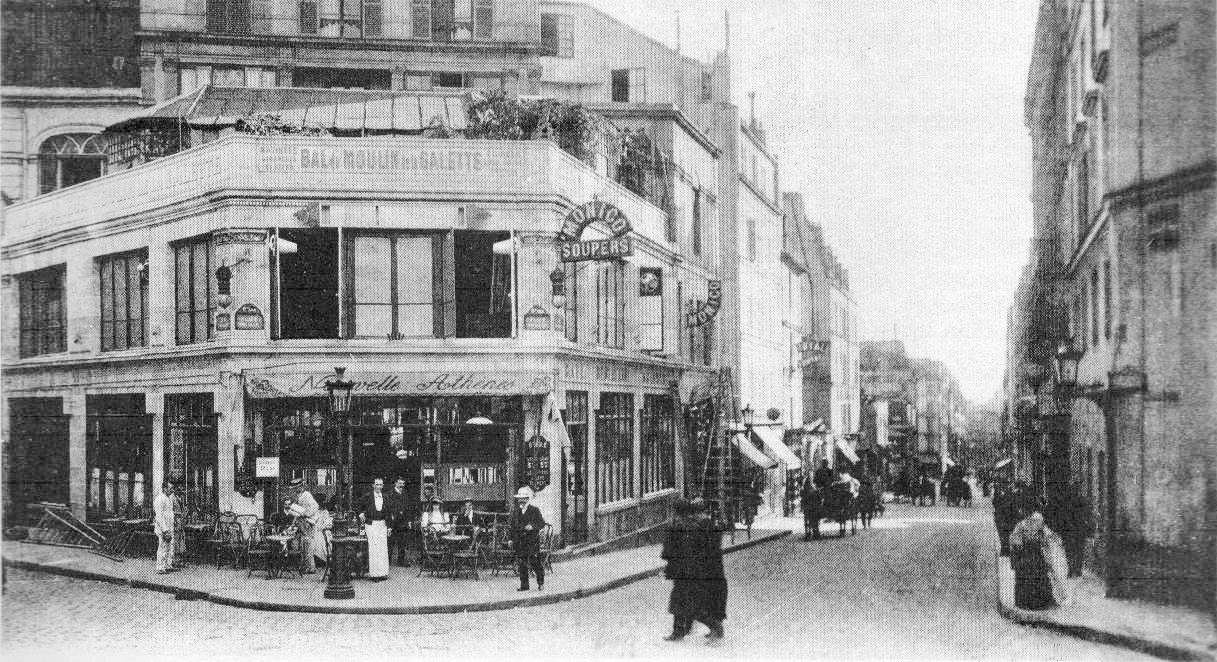
Café de la Nouvelle Athènes, foto gemaakt voor 1900

Het Café de la Nouvelle Athènes was een café in Parijs. Het lag sinds 1855 aan de Place Pigalle nummer 9 in het negende arrondissement. In de tweede helft van de negentiende eeuw kwamen hier talrijke beroemde kunstenaars bijeen. Het café is op een aantal schilderijen vastgelegd.

## Geschiedenis
Het café ontleent zijn naam Nouvelle Athènes (Nieuw-Athene) aan de gelijknamige wijk waarin het gelegen was. Dit gebied, dat voorheen uit velden en boomgaarden bestond, werd vanaf 1820 stedelijk ontwikkeld. In die tijd woedde ook de Griekse Onafhankelijkheidsoorlog, die in heel Europa een enorme interesse voor Griekenland aanwakkerde. De Franse journalist Dureau de la Malle gaf de nieuwe wijk in een artikel in 1823 voor het eerst zijn naam.
Ten tijde van het Tweede Franse Keizerrijk werd het café gefrequenteerd door de republikeinse politicus Leon Gambetta, de schilders Gustave Courbet en Honoré Daumier en de fotograaf Felix Nadar, naar wie in België de nadarafsluitingen zijn genoemd. Tevens was het begin jaren 60 van de negentiende eeuw een ontmoetingsplaats van schilders van de school van Barbizon, waaronder Théodore Rousseau en Charles-François Daubigny.
Het etablissement beleefde zijn hoogtepunt in de jaren 70 van de negentiende eeuw, na de Frans-Duitse Oorlog. De lijst met beroemdheden die het café in die tijd aandeden, is omvangrijk. Tot de belangrijkste behoren de schrijvers Stéphane Mallarmé, Émile Zola, Paul Verlaine, Guy de Maupassant en Joris-Karl Huysmans. Rond 1875 verruilden de impressionistische schilders het Café Guerbois voor het Café de la Nouvelle Athènes, zodat het café ook Edgar Degas, Édouard Manet en Pierre-Auguste Renoir tot zijn vaste gasten mocht rekenen. Voor Manet lag het café gunstig op de dagelijkse route van zijn woning aan de Boulevard des Batignolles naar zijn atelier in de Rue Guyon. Ook Renoir woonde dicht in de buurt. In het spoor van deze grote schilders volgden op gezette tijden hun collega's, zoals Claude Monet, Camille Pissarro en Paul Cézanne. In de jaren 80 voegden Vincent van Gogh, Georges Seurat, Paul Gauguin, Alfred Sisley, Henri de Toulouse-Lautrec, Federico Zandomeneghi en Henri Matisse zich nog bij dit illustere rijtje, evenals de musici Erik Satie en Maurice Ravel.
Het Café de la Nouvelle Athènes heeft veel van de bezoekende schilders geïnspireerd. Thuis in hun ateliers werkten ze de schetsen die ze er maakten verder uit tot volwaardige schilderijen. Volgens de Ierse schrijver George Moore bezat Manet in zijn atelier zelfs een marmeren tafel die leek op de tafels uit het café. Zo is het idee voor schilderij De pruim waarschijnlijk wel in het café ontstaan, maar in het atelier verder uitgewerkt. Datzelfde geldt voor het beroemde De absintdrinkster van Degas, die ook zijn Vrouw in een café hier situeerde. Voor zowel De pruim als De absintdrinkster stond de Franse toneelspeelster Ellen Andrée model, die ook nog door Renoir werd geportretteerd.
Aan het einde van de negentiende eeuw verloor het dranklokaal zijn vooraanstaande positie aan andere gelegenheden op de Montmartre. Het café wisselde hierna meermaals van naam en diende in de Tweede Wereldoorlog als nachtclub voor de Duitse bezettingstroepen en later voor de geallieerde soldaten. Op de bovenverdieping van het café werden vanaf 1920 de eerste tangolessen gegeven, waarna de dans enorm populair werd in Parijs. Na de oorlog kreeg het tijdelijk terug zijn oorspronkelijke naam, maar in de jaren vijftig werd het een stripteaseclub met de naam Sphinx. Het beleefde zijn laatste hoogtepunt als het rock-café New Moon, waar bands zoals Mano Negra en Noir Desir optraden. In 2004 werd het pand bij een brand volledig verwoest, waarna op dezelfde plek een nieuw restaurant werd gebouwd dat wel de naam Nouvelle Athènes draagt.
In hetzelfde pand, met ingang in de Rue Pigalle 66, was er vanaf 1929 tot net voor de oorlog een belangrijke jazzclub gevestigd. Deze jazzclub, naar de eigenares Ada "Bricktop" Smith, Bricktop's genoemd, was een van de belangrijkste nachtclubs in Parijs in de jaren dertig. Regelmatige gasten waren schrijvers Gertrude Stein, Ernest Hemingway, T.S. Eliot en F. Scott Fitzgerald, die er over schreven. Ook Nobelprijswinnaar John Steinbeck kwam er een keer langs, maar werd er buiten gegooid wegens gebrek aan manieren. Andere regelmatige gasten waren Marlene Dietrich, de hertog en hertogin van Windsor, Pablo Picasso en Howard Hughes. Artiesten die er regelmatig optraden waren Maurice Ravel, Josephine Baker, en als ze in Parijs waren, Bing Crosby, Duke Ellington en Louis Armstrong. De club sloot haar deuren in 1939 en Ada "Bricktop"" Smith verhuisde terug naar de Verenigde Staten.

## Afbeeldingen

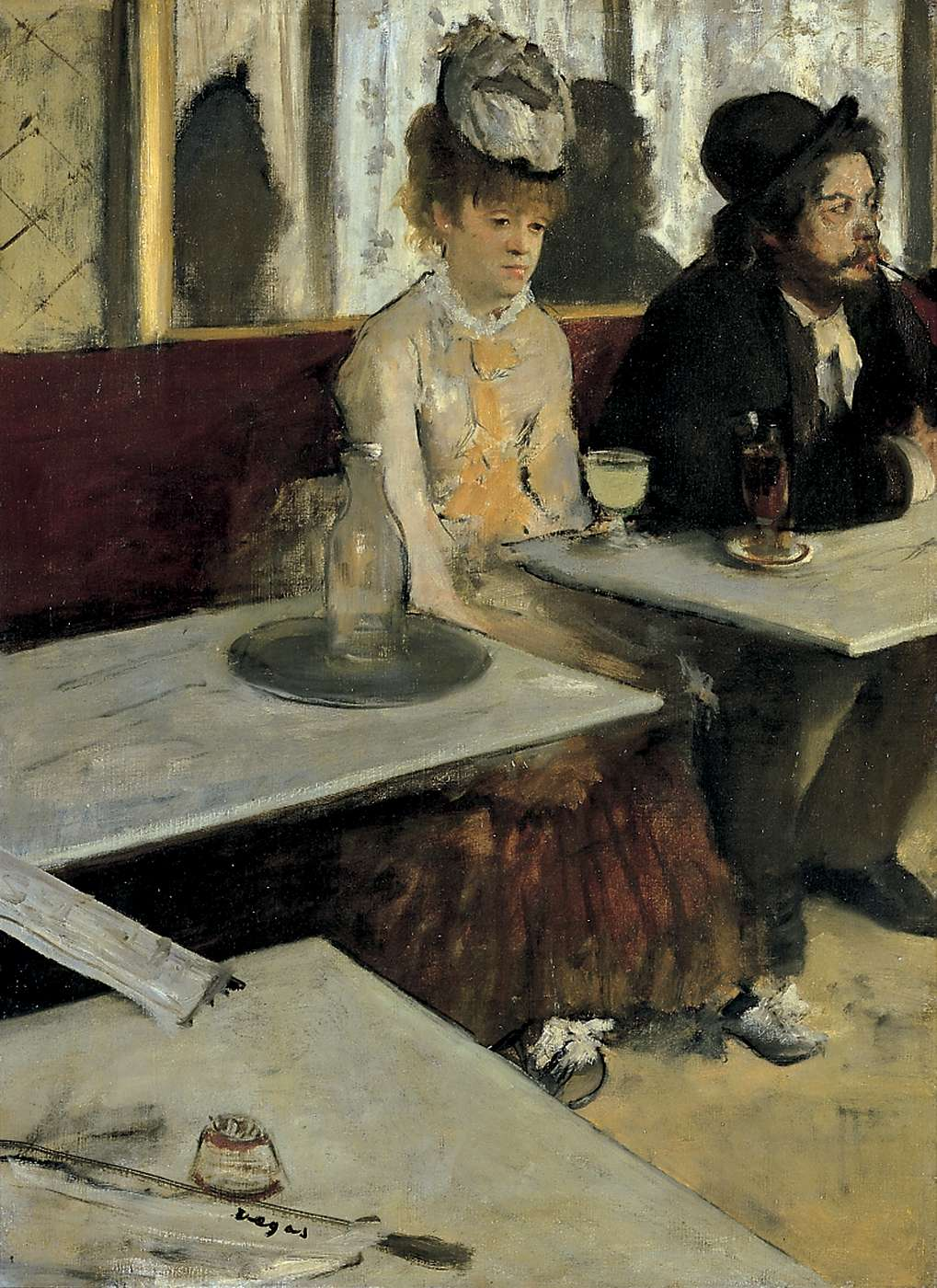
De absintdrinkster, Degas, 1876
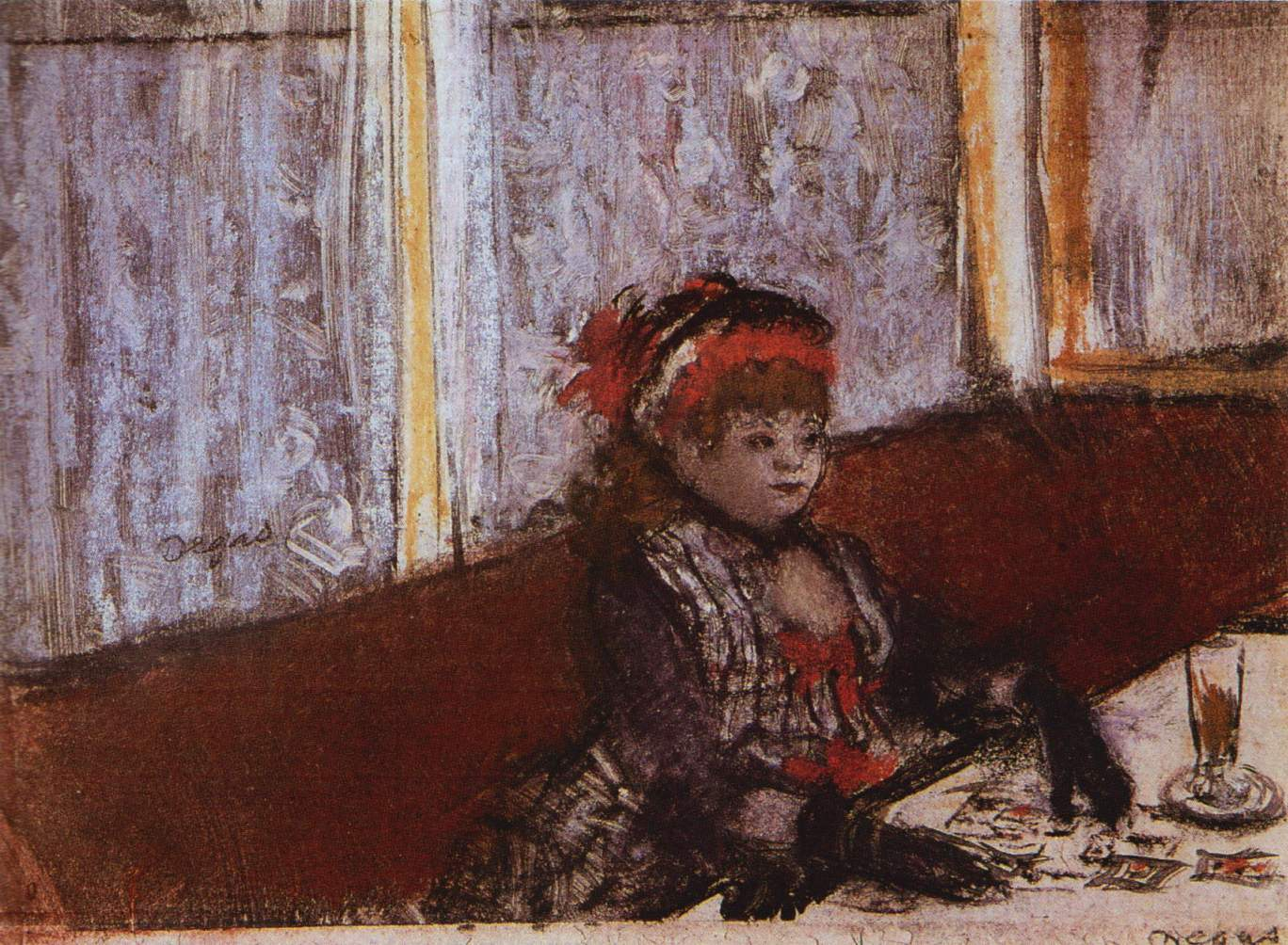
Vrouw in een café, Degas, 1877
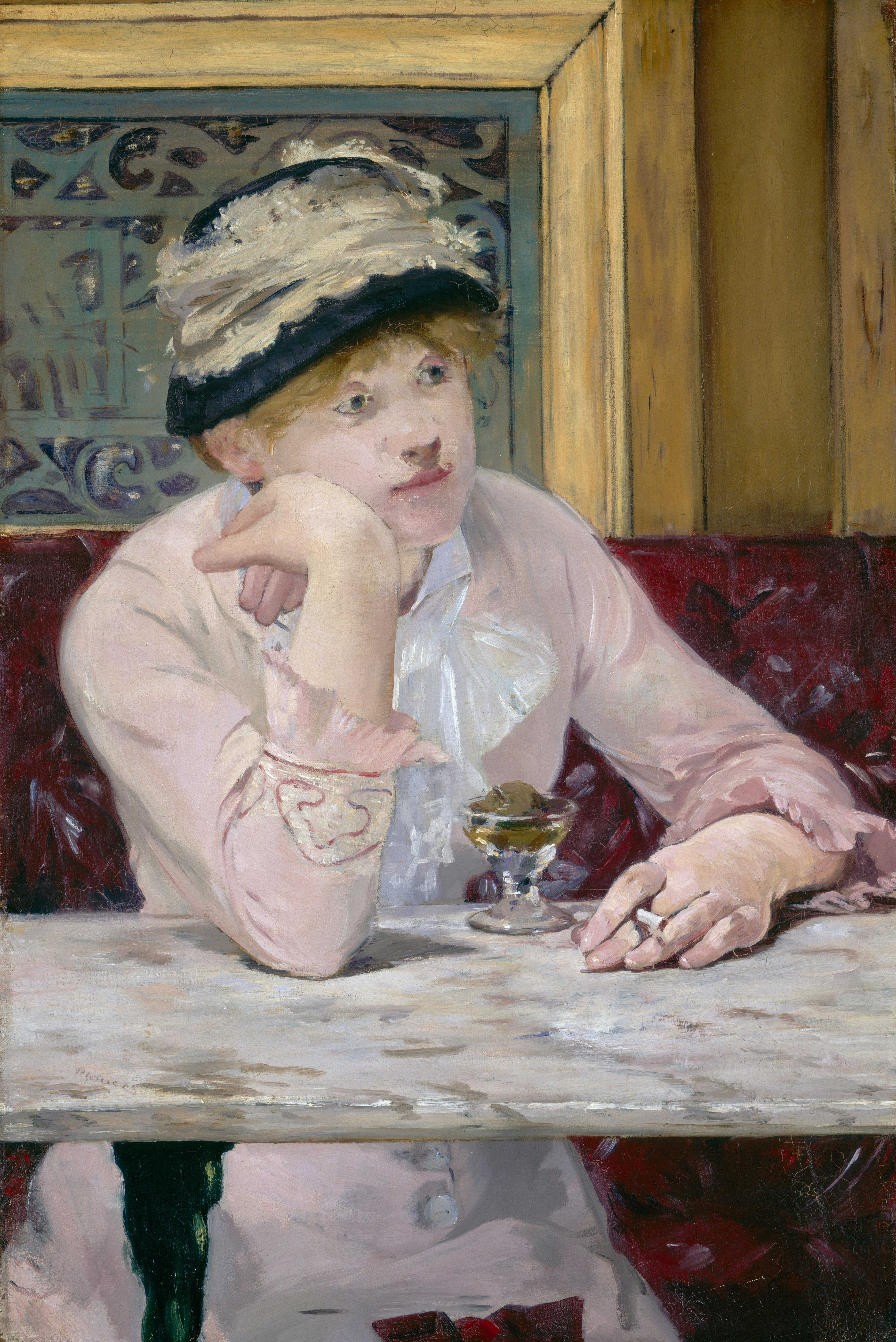
De pruim, Manet, ca. 1877
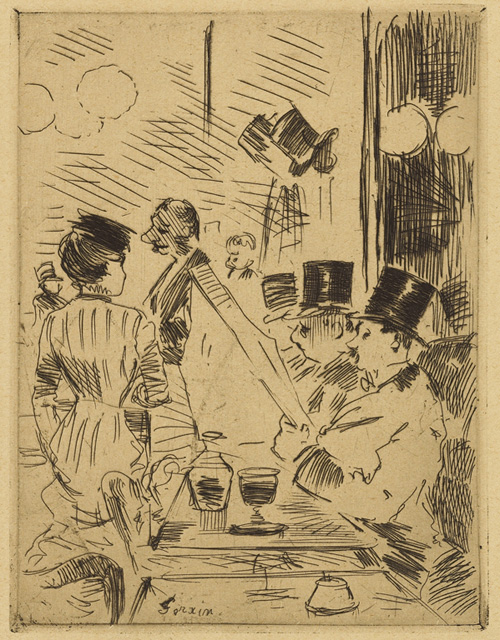
Le Café de la Nouvelle Athènes, Jean-Louis Forain, ca. 1877